# Douglas Douglas-Hamilton

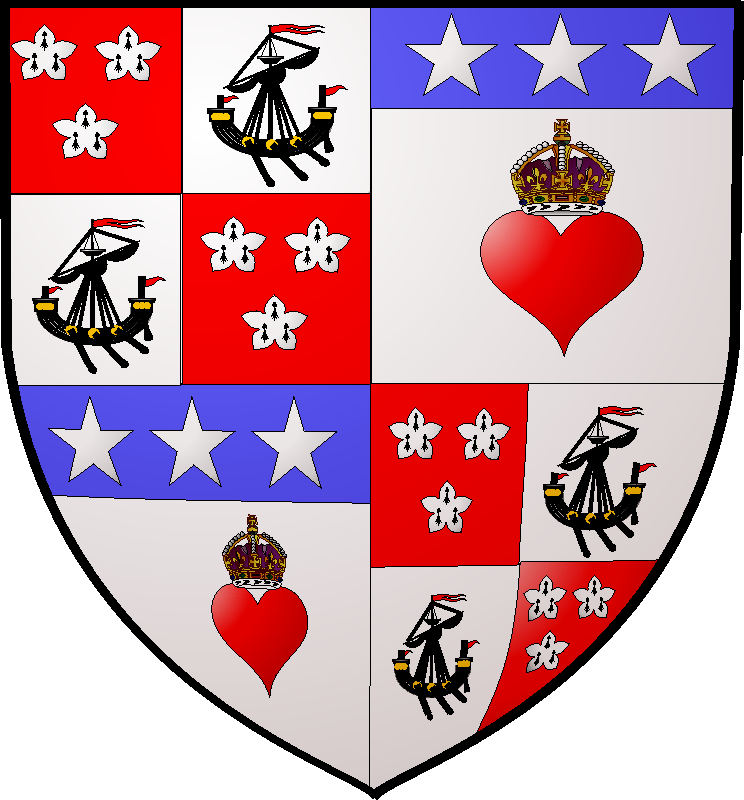
herb książąt Hamilton

Douglas Douglas-Hamilton (ur. 3 lutego 1903 w Pimlico w Londynie  – zm. 30 marca 1973 w Edynburgu) – brytyjski arystokrata, polityk i lotnik, syn Alfreda Douglas-Hamiltona, 13. księcia Hamilton i 10. księcia Brandon oraz Niny Poore, córki majora Roberta Poore'a.

## Życiorys
Urodził się na 71 Eccleston Square w Londynie. Wykształcenie odebrał w Eton College i w Balliol College w Oksfordzie. Tam zainteresował się boksem i uzyskał tytuł mistrza Szkocji amatorów w wadze średniej. Był również członkiem Królewskiej Kompanii Łuczników i strażnikiem królewskim w Szkocji.
Tytułowany markizem Douglas i Clydesdale został w 1930 r. wybrany do Izby Gmin z okręgu East Renfrewshire. Reprezentował partię szkockich unionistów i był jednym z najbardziej prominentnych deputowanych. W 1935 r., chcąc poznać życie górników wstąpił do związków zawodowych i przez pewien czas pracował w kopalni pod nazwiskiem Hamilton.
We wczesnych latach życia zainteresował się lotnictwem. W okresie międzywojennych był członkiem ochotniczej rezerwy Royal Air Force. W 1927 r. został nawet dowódcą szwadronu. W 1933 r. był pierwszym człowiekiem, który (wraz ze Stewartem Blackerem) przeleciał nad Mount Everestem na samolocie Westland Wallace. Przelatując nad szczytem zrzucił na niego brytyjską flagę. Jego zainteresowania lotnictwem sprawiły, że aktywnie zaangażował się w tworzenie zakładów lotniczych Scottish Aviation. W uznaniu zasług został w 1935 r. odznaczony Krzyżem Lotnictwa. Rok później wydał książkę opisującą swój przelot nad Everestem.
Podczas II wojny światowej otrzymał rangę komandora lotnictwa i odpowiadał za powietrzną obronę Szkocji. Dowodził też korpusem treningowym. Został wspomniany w rozkazie dziennym.
2 grudnia 1937 poślubił lady Elisabeth Ivy Percy (ur. 25 maja 1916), córkę Alana Percy'ego, 8. księcia Northumberland i lady Helen Gordon-Lennox, córki 7. księcia Richmond. Douglas i Elisabeth mieli razem pięciu synów:
- Angus Alan Douglas Douglas-Hamilton (ur. 13 września 1938), 15. książę Hamilton i 12. książę Brandon
- James Alexander Douglas-Hamilton (ur. 31 lipca 1942), 11. hrabia Selkirk i baron Selkirk of Douglas
- Hugh Malcolm Douglas-Hamilton (22 sierpnia 1946 - 21 czerwca 1995), ożenił się z June Curtis i Sheilagh Ellis, miał dzieci z pierwszego małżeństwa
- Patrick George Douglas-Hamilton (ur. 2 sierpnia 1950), ożenił się z Cecilią Usher, ma dzieci
- David Stephen Douglas-Hamilton (ur. 26 grudnia 1952)

W 1940 r. został członkiem Tajnej Rady. W tym samym roku zmarł jego ojciec i Douglas został kolejnym księciem Hamilton. Objął również urząd Lorda Stewarda Dworu Królewskiego. Urząd ten sprawował do 1964 r.
Rok później (w 1941 r.) książę został zamieszany w sprawę Rudolfa Hessa, który poleciał do Szkocji, żeby skontaktować się z Hamiltonem w celu rozpoczęcia negocjacji pokojowych między Niemcami a Wielką Brytanią. Hess poznał księcia w 1936 r., podczas olimpiady w Berlinie. Hess został złapany niedługo po opuszczeniu maszyny i nie udało mu się skontaktować z Hamiltonem. Spekulowano wówczas, że książę był zamieszany w spisek osobistości dążących do porozumienia z III Rzeszą i odsunięcia od władzy premiera Churchilla. Jeśli nawet tak było, to nie znaleziono na to żadnych dowodów.
Po wojnie, w 1946 r., książę został odznaczony Krzyżem Wielkim Królewskiego Wiktoriańskiego Orderu. W 1951 r. został kawalerem Orderu Ostu. Od 1948 r. był kanclerzem Uniwersytetu w St Andrews. Był również członkiem Królewskiego Towarzystwa Geograficznego oraz Królewskiego Edynburskiego Kolegium Chirurgów. W 1953, 1954, 1955 i 1958 r. był Wysokim Komisarzem Przy Generalnym Zgromadzeniu Kościoła Szkocji. W latach 1959–1968 był prezesem Ligi Lotnictwa.
Książę zmarł w 1973 r. Wszystkie jego tytuły odziedziczył jego najstarszy syn.